# Hölzern

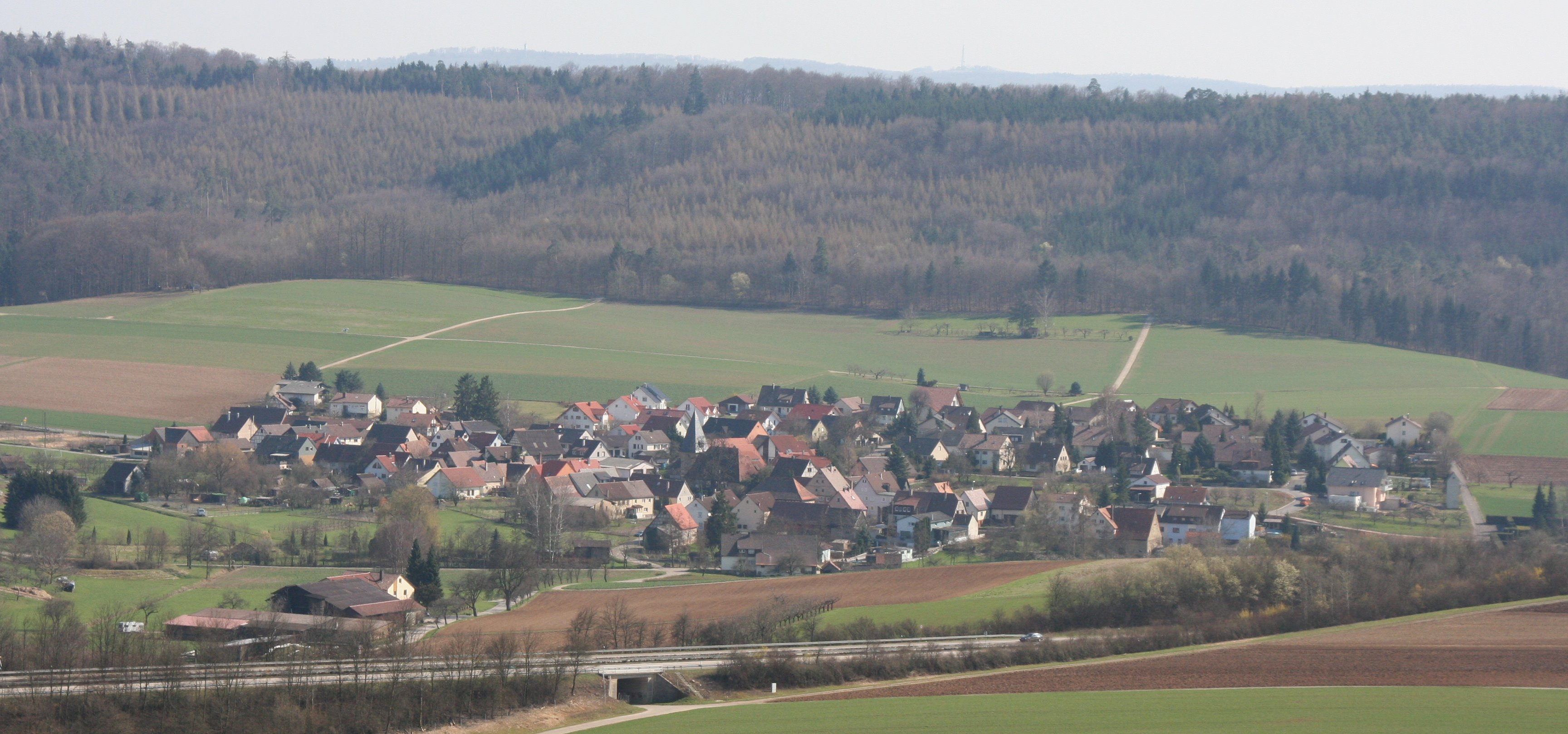
Hölzern von Nordwesten. Im Vordergrund die A 81

Hölzern ist ein ehemals selbstständiger Ort, der seit 1971 zur Gemeinde Eberstadt im Landkreis Heilbronn im nordöstlichen Baden-Württemberg gehört. Er wurde im Hochmittelalter erstmals erwähnt und hat heute rund 320 Einwohner.

## Geographie
Hölzern liegt am oberen, östlichen Ende des Eberbachtals, etwa 1 km östlich von Eberstadt. Der Eberbach, ein Zufluss der Sulm, entspringt weiter nördlich beim ebenfalls zu Eberstadt gehörenden Weiler Klingenhof und fließt an Hölzern, wo ihm ein Bach zufließt, vorbei nach Eberstadt im Westen. Während sich nach Westen das an dieser Stelle von der A 81 überspannte Tal öffnet, ist Hölzern in den drei anderen Himmelsrichtungen von Berghängen umgeben, die im Norden bis zur Höhe von Weinbergen und erst auf der Kuppe von Wald, im Osten und Süden hingegen auch weiter unten von Wald bedeckt sind. Durch den Wald im Osten führt die Straße nach Öhringen, die von Eberstadt bzw. Weinsberg kommt und hinter Hölzern auf einer nicht steilen, aber langen Steige den Hügel hinaufführt.

## Geschichte
Grabungsfunde lassen vermuten, dass ein Vorläufer der Straße, an der Hölzern liegt, schon in der Eisenzeit bestand. Auch die Römerstraße, die die Kastelle Böckingen und Öhringen verband, führte vermutlich durch Hölzern.
Ob die Erwähnung eines Ortes namens Holßhofen (auch Holsshofen oder Holshofen) in einer Urkunde aus der Zeit um das Jahr 1100 sich auf Hölzern bezieht, ist umstritten. Die Urkunde ist in einer Abschrift des 16. Jahrhunderts im Codex Hirsaugiensis enthalten (Cod. Hirsaug. 56 b) und dokumentiert, dass Cunisa de Wirspach bzw. Cuniza von Würzbach, Mutter des Grafen Adelbert (III.) von Calw, dem Kloster Hirsau eine villula Holsshofen apud Winsperg sita vermachte. 1247 wird erstmals das Stift Oberstenfeld als in Hölzern begütert erwähnt, das bis zu seiner Mediatisierung 1803 im Ort viele Rechte hatte und dem eine der Hölzerner Keltern gehörte.
Der Name Hölzern leitet sich von der Lage nahe am Wald ab. 1247 wird der Ort als Holzern erwähnt, in Urkunden von 1402 und 1602 als Holtzern.
Im 14. Jahrhundert waren die Herren von Weinsberg Ortsherren in Hölzern, der Ort war an das Hochstift Würzburg verlehnt. Mit dem Niedergang der Weinsberger kam Hölzern wie die umliegenden Orte 1450 an die Kurpfalz und 1504 an Württemberg. Der Dreißigjährige Krieg traf den Ort schwer.
Hölzern gehörte zum Amt, später Oberamt Weinsberg, nach dessen Auflösung 1926 zum Oberamt Heilbronn, dem heutigen Landkreis Heilbronn. Die Einwohnerzahl schwankte zwischen 190 Personen im Jahr 1725 und 327 im Jahr 1798 bzw. 319 im Jahr 1880. 1925 waren es 236 Einwohner. Am 27. Mai 1970, dem Tag der Volkszählung, war der Höchststand von 420 Einwohnern erreicht, der seitdem auf rund 320 Einwohner sank. Am 1. Januar 1971 wurde Hölzern freiwillig nach Eberstadt eingemeindet.

## Wappen und Flagge

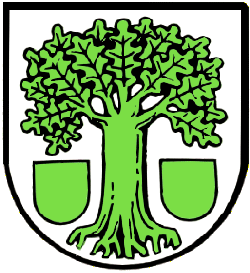
Wappen Hölzerns

Die Blasonierung des Hölzerner Wappens lautet: In Silber eine bewurzelte grüne Eiche, deren Stamm beiderseits von je einem grünen Schildchen begleitet ist. Die Flagge der Gemeinde war Grün-Weiß.
Die Eiche als Anspielung auf den Ortsnamen Hölzern kann seit etwa 1280 in Siegeln des Ortes nachgewiesen werden. 1938 schlug die württembergische Archivdirektion eine grüne Eiche in silbernem Feld als Wappen vor. Zur Unterscheidung von ähnlichen Wappen wurden 1960/61 auf Anraten der Archivdirektion die beiden Schildchen hinzugefügt, die, als Symbol der früheren Zugehörigkeit Hölzerns zur Herrschaft Weinsberg, dem Wappen der Herren von Weinsberg (In Rot drei silberne Schildchen) entnommen, farblich aber an die Eiche angepasst wurden. Wappen und Flagge wurden der Gemeinde am 20. Juni 1961 vom baden-württembergischen Innenministerium verliehen.

## Bauwerke

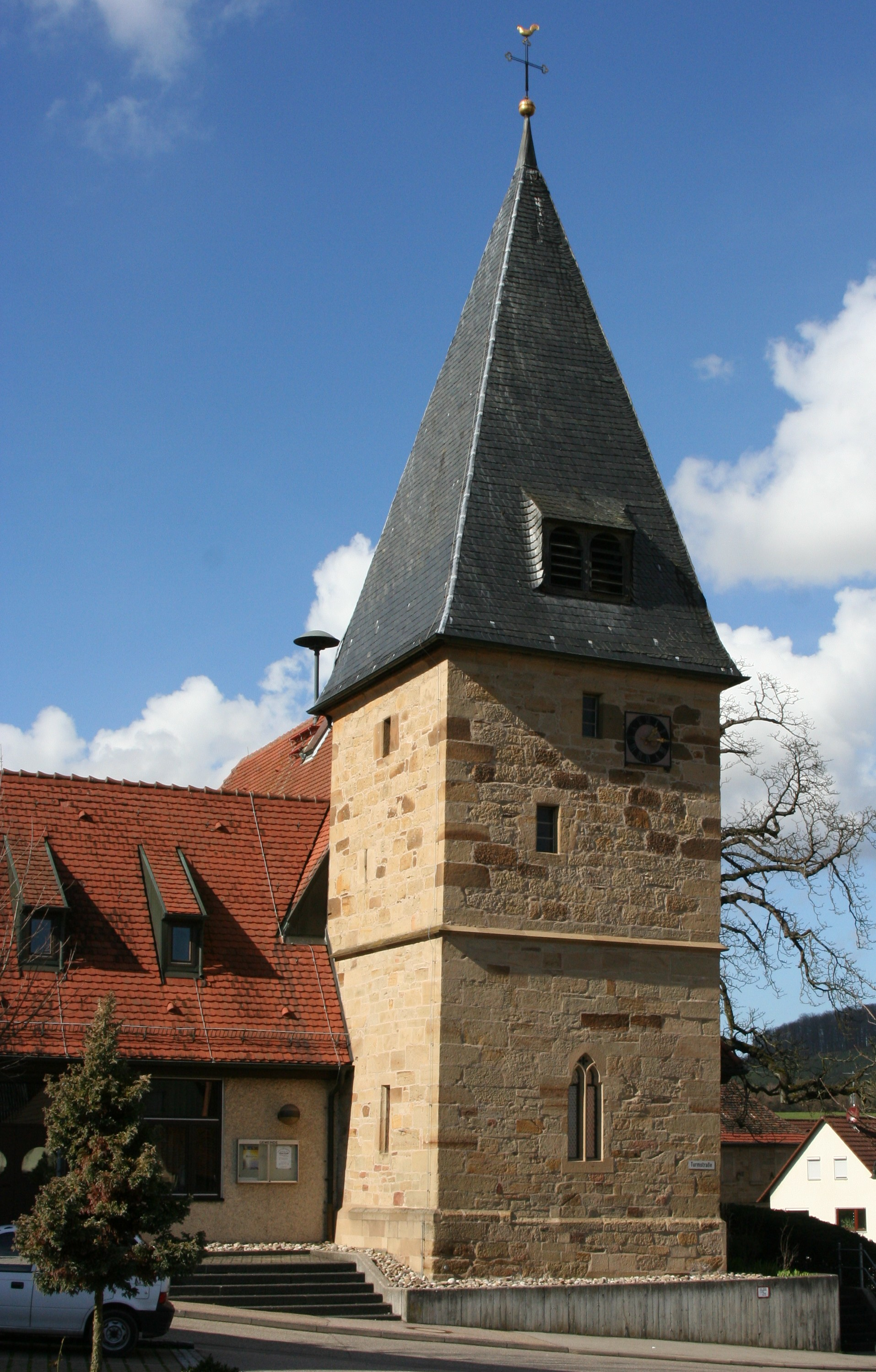
Kirchturm von 1208

Der 25 Meter hohe Turm ist der einzige Überrest der Hölzerner Kirche von 1208. Das Kirchenschiff wurde 1842 abgebrochen, das an den Turm angebaute Mehrzweckhaus stammt von 1978/79. Am 1634 erwähnten Gasthaus Adler befinden sich hölzerne Säulen von 1584, die einst Bestandteil der Eberstädter Kirche waren. Das ehemalige Rathaus datiert von 1625 (umgebaut 1774), ein für einen Hölzerner Schultheißen erbautes Haus (später Gasthaus Sonne) zwei Inschriften zufolge von 1726 bzw. 1767. Im Ort befindet sich außerdem noch ein altes Backhaus.

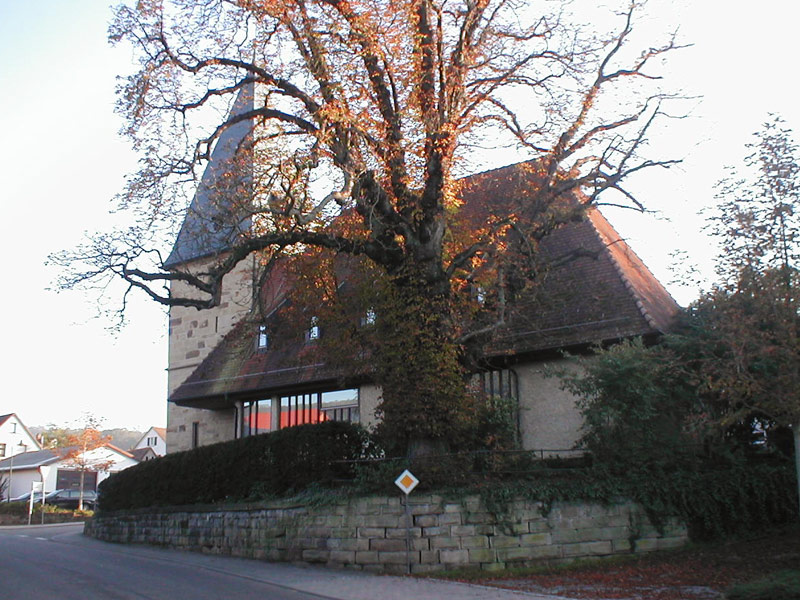
Ehemalige Kirche
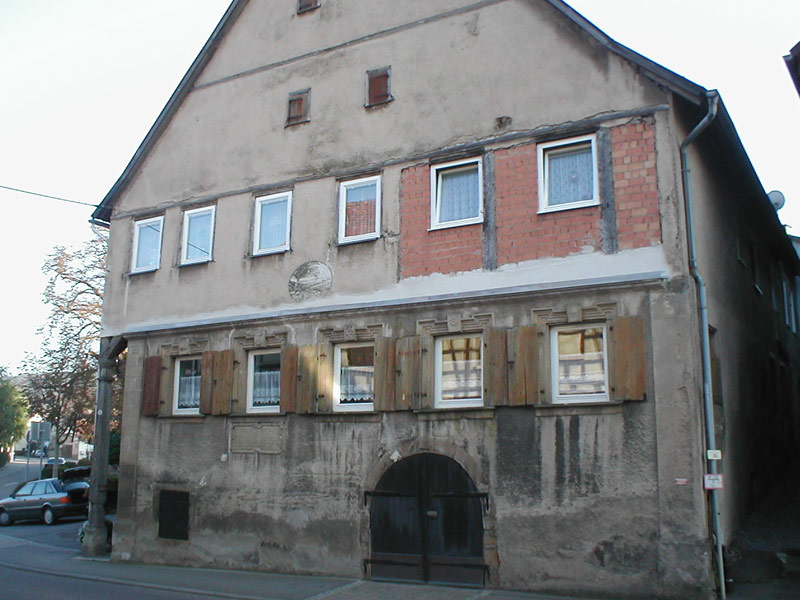
Schultheißenhaus
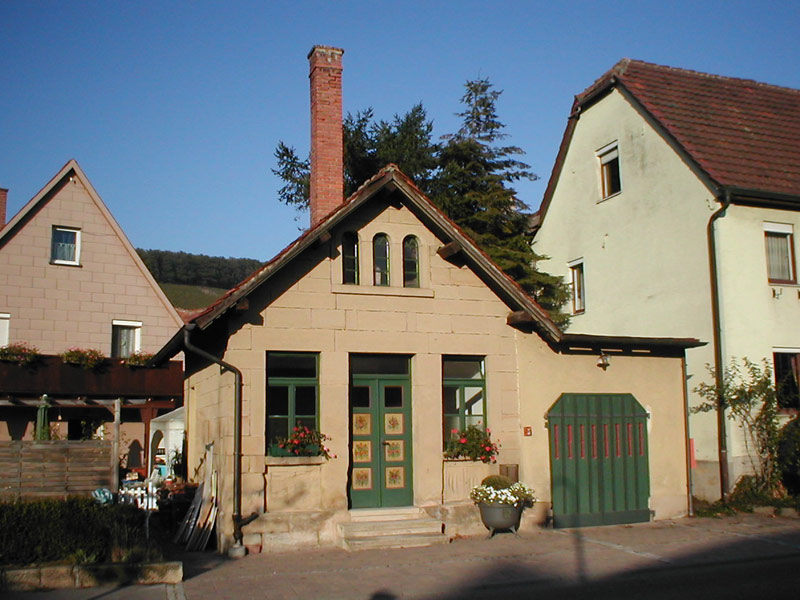
Backhaus

## Verkehr
Hölzern liegt an der Straße von Weinsberg nach Öhringen (heute die Landesstraße 1036), die das Eberbachtal mit dem Brettachtal verbindet und in einer langen Steige die Anhöhe dazwischen erklimmt. Diese Steige an der bis zum Bau der Bahnstrecke Crailsheim–Heilbronn 1862 stark frequentierten Straße musste im Zeitalter der Pferdefuhrwerke mit zusätzlich vorgespannten Zugpferden überwunden werden, weswegen es in Hölzern früher viele Herbergen gab, 1490 mindestens sechs, 1548 vier und damit deutlich mehr als in vergleichbaren Dörfern.
Die 1973 fertiggestellte Bundesautobahn 81 überspannt das Eberbachtal unmittelbar westlich von Hölzern und unterquert mit dem Tunnel Hölzern die nördlich des Ortes gelegene Hölzerner Ebene zwischen Eberbach- und Brettachtal. Die nächste Autobahn-Anschlussstelle befindet sich wenige Kilometer entfernt in Weinsberg, wo sich im Weinsberger Kreuz die Autobahnen A 81 und A 6 kreuzen.
Der nächstgelegene Bahnhof ist in Weinsberg an der Bahnstrecke Crailsheim–Heilbronn, der öffentliche Personennahverkehr wird bis dort mit Bussen abgewickelt.